# 2019-es férfi vízilabda-világbajnokság
A 2019-es férfi vízilabda-világbajnokság volt a 18. a sportág történetében. A tornát az úszó-világbajnoksággal egyidőben Kvangdzsuban, Dél-Koreában rendezték július 15. és július 27. között. A címvédő a horvát válogatott volt. A tornát a negyedik világbajnoki címüket szerző olaszok nyerték meg, a magyar válogatott a negyedik helyen végzett.
A világbajnokság első két helyezettje részt vesz a 2020. évi nyári olimpiai játékokon.

## Résztvevő csapatok
A következő csapatok vettek részt a 2019-es férfi vízilabda-világbajnokságon:
| Esemény                                  | Helyszín                     | Kvóta | Csapat                                            |
| ---------------------------------------- | ---------------------------- | ----- | ------------------------------------------------- |
| Rendező                                  | -                            | 1     | Dél-Korea                                         |
| 2018-as férfi vízilabda-világliga        | Budapest, 2018. június 21.   | 2     | Montenegró · Magyarország                         |
| 2018-as férfi vízilabda-világkupa        | Berlin, 2018. szeptember 15. | 4     | Ausztrália · Szerbia · Németország · Horvátország |
| 2018-as férfi vízilabda-Európa-bajnokság | Barcelona, 2018. július 24.  | 3     | Spanyolország · Olaszország · Görögország         |
| Ázsia                                    |                              | 2     | Kazahsztán · Japán                                |
| Afrika                                   |                              | 1     | Dél-afrikai Köztársaság                           |
| Óceánia                                  |                              | 1     | Új-Zéland                                         |
| UANA kupa                                | São Paulo, 2019. január      | 2     | Brazília · Egyesült Államok                       |

## Sorsolás
A 16 csapatot négy kalapba sorolták. A sorsolást Zágrábban 2019. április 7-én a férfi Európa-kupa döntője alatt rendezték meg. A húzást Ratko Rudić és Zlatko Dalić végezte el.
| 1. kalap                                          | 2. kalap                                             | 3. kalap                                                 | 4. kalap                                                 |
| ------------------------------------------------- | ---------------------------------------------------- | -------------------------------------------------------- | -------------------------------------------------------- |
| Szerbia · Ausztrália · Magyarország · Németország | Montenegró · Spanyolország · Horvátország · Brazília | Görögország · Egyesült Államok · Olaszország · Új-Zéland | Dél-afrikai Köztársaság · Kazahsztán · Japán · Dél-Korea |

## Lebonyolítás
A vb-n 16 ország válogatottja vesz részt. A csapatokat 4 darab 4 csapatból álló csoportokba sorsolták. A csoportmérkőzések után a negyedik helyezettek a 13–16. helyért játszottak. Az első helyezettek közvetlenül az negyeddöntőbe, a második és harmadik helyezettek a nyolcaddöntőbe jutottak. A negyeddöntőtől egyenes kieséses rendszerben folytatódik a világbajnokság.

## Csoportkör
A mérkőzések kezdési időpontjai helyi idő szerint, zárójelben magyar idő szerint értendők.

### A csoport
| Hely. | Csapat        | M | Gy | D | V | G+ | G– | Gk  | P | Továbbjutás                   |
| ----- | ------------- | - | -- | - | - | -- | -- | --- | - | ----------------------------- |
| 1.    | Szerbia       | 3 | 2  | 1 | 0 | 41 | 15 | +26 | 5 | Továbbjutott a negyeddöntőbe  |
| 2.    | Montenegró    | 3 | 1  | 2 | 0 | 44 | 26 | +18 | 4 | Továbbjutott a nyolcaddöntőbe |
| 3.    | Görögország   | 3 | 1  | 1 | 1 | 39 | 22 | +17 | 3 | Továbbjutott a nyolcaddöntőbe |
| 4.    | Dél-Korea (R) | 3 | 0  | 0 | 3 | 11 | 72 | −61 | 0 |                               |

| 2019. július 15. 8:30 (1:30) | Szerbia              | 10–10       | Montenegró     | Nambu University Grounds, Kvangdzsu Játékvezetők: Arkagyij Vojevogyin (RUS), Michiel Zwart (NED) |
| 2019. július 15. 8:30 (1:30) | (4–3, 2–2, 2–4, 2–1) |             |                | Nambu University Grounds, Kvangdzsu Játékvezetők: Arkagyij Vojevogyin (RUS), Michiel Zwart (NED) |
| 2019. július 15. 8:30 (1:30) | S. Rašović 4         | Jegyzőkönyv | négy játékos 2 | Nambu University Grounds, Kvangdzsu Játékvezetők: Arkagyij Vojevogyin (RUS), Michiel Zwart (NED) |

| 2019. július 15. 9:50 (2:50) | Dél-Korea                       | 3–26        | Görögország     | Nambu University Grounds, Kvangdzsu Játékvezetők: Jeremy Cheng (SGP), Várkonyi Gabriella (HUN) |
| 2019. július 15. 9:50 (2:50) | (0–7, 0–7, 1–3, 2–9)            |             |                 | Nambu University Grounds, Kvangdzsu Játékvezetők: Jeremy Cheng (SGP), Várkonyi Gabriella (HUN) |
| 2019. július 15. 9:50 (2:50) | Kim Donghjok (Kim Dong-hyeok) 2 | Jegyzőkönyv | három játékos 4 | Nambu University Grounds, Kvangdzsu Játékvezetők: Jeremy Cheng (SGP), Várkonyi Gabriella (HUN) |

| 2019. július 17. 19:10 (12:10) | Görögország          | 10–10       | Montenegró | Nambu University Grounds, Kvangdzsu Játékvezetők: Adrian Alexandrescu (ROU), Alessandro Severo (ITA) |
| 2019. július 17. 19:10 (12:10) | (3–3, 1–2, 4–4, 2–1) |             |            | Nambu University Grounds, Kvangdzsu Játékvezetők: Adrian Alexandrescu (ROU), Alessandro Severo (ITA) |
| 2019. július 17. 19:10 (12:10) | három játékos 2      | Jegyzőkönyv | Janović 3  | Nambu University Grounds, Kvangdzsu Játékvezetők: Adrian Alexandrescu (ROU), Alessandro Severo (ITA) |

| 2019. július 17. 20:30 (13:30) | Szerbia              | 22–2        | Dél-Korea                                              | Nambu University Grounds, Kvangdzsu Játékvezetők: Vej Ni-si (Wei Ni-shi) (CHN), John Waldow (NZL) |
| 2019. július 17. 20:30 (13:30) | (6–1, 5–0, 4–1, 7–0) |             |                                                        | Nambu University Grounds, Kvangdzsu Játékvezetők: Vej Ni-si (Wei Ni-shi) (CHN), John Waldow (NZL) |
| 2019. július 17. 20:30 (13:30) | Jakšić 5             | Jegyzőkönyv | I Szonggju (Lee Seong-gyu), Han Hjomin (Han Hyo-min) 1 | Nambu University Grounds, Kvangdzsu Játékvezetők: Vej Ni-si (Wei Ni-shi) (CHN), John Waldow (NZL) |

| 2019. július 19. 16:30 (9:30) | Szerbia              | 9–3         | Görögország     | Nambu University Grounds, Kvangdzsu Játékvezetők: Boris Margeta (SLO), Germán Moller (ARG) |
| 2019. július 19. 16:30 (9:30) | (3–1, 3–2, 0–0, 3–0) |             |                 | Nambu University Grounds, Kvangdzsu Játékvezetők: Boris Margeta (SLO), Germán Moller (ARG) |
| 2019. július 19. 16:30 (9:30) | Mandić 4             | Jegyzőkönyv | három játékos 1 | Nambu University Grounds, Kvangdzsu Játékvezetők: Boris Margeta (SLO), Germán Moller (ARG) |

| 2019. július 19. 17:50 (10:50) | Dél-Korea                                          | 6–24        | Montenegró | Nambu University Grounds, Kvangdzsu Játékvezetők: Alessandro Severo (ITA), Vej Ni-si (Wei Ni-shi) (CHN) |
| 2019. július 19. 17:50 (10:50) | (1–6, 1–4, 1–8, 3–6)                               |             |            | Nambu University Grounds, Kvangdzsu Játékvezetők: Alessandro Severo (ITA), Vej Ni-si (Wei Ni-shi) (CHN) |
| 2019. július 19. 17:50 (10:50) | Han Hjomin (Han Hyo-min), I Szonuk (Lee Seon-uk) 2 | Jegyzőkönyv | Ivović 6   | Nambu University Grounds, Kvangdzsu Játékvezetők: Alessandro Severo (ITA), Vej Ni-si (Wei Ni-shi) (CHN) |

### B csoport
| Hely. | Csapat           | M | Gy | D | V | G+ | G– | Gk  | P | Továbbjutás                   |
| ----- | ---------------- | - | -- | - | - | -- | -- | --- | - | ----------------------------- |
| 1.    | Horvátország     | 3 | 3  | 0 | 0 | 52 | 16 | +36 | 6 | Továbbjutott a negyeddöntőbe  |
| 2.    | Egyesült Államok | 3 | 2  | 0 | 1 | 35 | 35 | 0   | 4 | Továbbjutott a nyolcaddöntőbe |
| 3.    | Ausztrália       | 3 | 1  | 0 | 2 | 32 | 22 | +10 | 2 | Továbbjutott a nyolcaddöntőbe |
| 4.    | Kazahsztán       | 3 | 0  | 0 | 3 | 20 | 54 | −34 | 0 |                               |

| 2019. július 15. 11:10 (4:10) | Egyesült Államok     | 16–7        | Kazahsztán    | Nambu University Grounds, Kvangdzsu Játékvezetők: Boris Margeta (SLO), Georgios Stavridis (GRE) |
| 2019. július 15. 11:10 (4:10) | (4–1, 4–2, 3–2, 5–2) |             |               | Nambu University Grounds, Kvangdzsu Játékvezetők: Boris Margeta (SLO), Georgios Stavridis (GRE) |
| 2019. július 15. 11:10 (4:10) | négy játékos 3       | Jegyzőkönyv | hét játékos 1 | Nambu University Grounds, Kvangdzsu Játékvezetők: Boris Margeta (SLO), Georgios Stavridis (GRE) |

| 2019. július 15. 12:30 (5:30) | Horvátország         | 14–4        | Ausztrália | Nambu University Grounds, Kvangdzsu Játékvezetők: German Moller (ARG), Alessandro Severo (ITA) |
| 2019. július 15. 12:30 (5:30) | (4–1, 2–1, 4–0, 4–2) |             |            | Nambu University Grounds, Kvangdzsu Játékvezetők: German Moller (ARG), Alessandro Severo (ITA) |
| 2019. július 15. 12:30 (5:30) | Vukičević 6          | Jegyzőkönyv | Younger 2  | Nambu University Grounds, Kvangdzsu Játékvezetők: German Moller (ARG), Alessandro Severo (ITA) |

| 2019. július 17. 8:30 (1:30) | Ausztrália           | 17–8        | Kazahsztán | Nambu University Grounds, Kvangdzsu Játékvezetők: Germán Moller (ARG), Dion Willis (RSA) |
| 2019. július 17. 8:30 (1:30) | (4–1, 5–1, 3–4, 5–2) |             |            | Nambu University Grounds, Kvangdzsu Játékvezetők: Germán Moller (ARG), Dion Willis (RSA) |
| 2019. július 17. 8:30 (1:30) | Howden 4             | Jegyzőkönyv | Zhardan 3  | Nambu University Grounds, Kvangdzsu Játékvezetők: Germán Moller (ARG), Dion Willis (RSA) |

| 2019. július 17. 9:50 (2:50) | Egyesült Államok     | 7–17        | Horvátország   | Nambu University Grounds, Kvangdzsu Játékvezetők: Michiel Zwart (NED), Daniel Flahive (AUS) |
| 2019. július 17. 9:50 (2:50) | (1–4, 3–5, 2–4, 1–4) |             |                | Nambu University Grounds, Kvangdzsu Játékvezetők: Michiel Zwart (NED), Daniel Flahive (AUS) |
| 2019. július 17. 9:50 (2:50) | Ramirez 2            | Jegyzőkönyv | négy játékos 3 | Nambu University Grounds, Kvangdzsu Játékvezetők: Michiel Zwart (NED), Daniel Flahive (AUS) |

| 2019. július 19. 19:10 (12:10) | Egyesült Államok     | 12–11       | Ausztrália     | Nambu University Grounds, Kvangdzsu Játékvezetők: Adrian Alxandrescu (ROU), Arkagyij Vojevogyin (RUS) |
| 2019. július 19. 19:10 (12:10) | (4–3, 3–3, 2–2, 3–3) |             |                | Nambu University Grounds, Kvangdzsu Játékvezetők: Adrian Alxandrescu (ROU), Arkagyij Vojevogyin (RUS) |
| 2019. július 19. 19:10 (12:10) | Cupido 3             | Jegyzőkönyv | négy játékos 2 | Nambu University Grounds, Kvangdzsu Játékvezetők: Adrian Alxandrescu (ROU), Arkagyij Vojevogyin (RUS) |

| 2019. július 19. 20:30 (13:30) | Horvátország         | 21–5        | Kazahsztán   | Nambu University Grounds, Kvangdzsu Játékvezetők: Sebastien Dervieux (FRA), Michiel Zwart (NED) |
| 2019. július 19. 20:30 (13:30) | (6–1, 5–1, 5–1, 5–2) |             |              | Nambu University Grounds, Kvangdzsu Játékvezetők: Sebastien Dervieux (FRA), Michiel Zwart (NED) |
| 2019. július 19. 20:30 (13:30) | Joković, Šetka 3     | Jegyzőkönyv | öt játékos 1 | Nambu University Grounds, Kvangdzsu Játékvezetők: Sebastien Dervieux (FRA), Michiel Zwart (NED) |

### C csoport
| Hely. | Csapat                  | M | Gy | D | V | G+ | G– | Gk  | P | Továbbjutás                   |
| ----- | ----------------------- | - | -- | - | - | -- | -- | --- | - | ----------------------------- |
| 1.    | Magyarország            | 3 | 3  | 0 | 0 | 60 | 20 | +40 | 6 | Továbbjutott a negyeddöntőbe  |
| 2.    | Spanyolország           | 3 | 2  | 0 | 1 | 57 | 19 | +38 | 4 | Továbbjutott a nyolcaddöntőbe |
| 3.    | Dél-afrikai Köztársaság | 3 | 0  | 1 | 2 | 16 | 54 | −38 | 1 | Továbbjutott a nyolcaddöntőbe |
| 4.    | Új-Zéland               | 3 | 0  | 1 | 2 | 15 | 55 | −40 | 1 |                               |

| 2019. július 15. 16:30 (9:30) | Dél-afrikai Köztársaság | 3–23        | Spanyolország | Nambu University Grounds, Kvangdzsu Játékvezetők: John Waldow (NZL), Vojin Putniković (SRB) |
| 2019. július 15. 16:30 (9:30) | (1–6, 1–5, 1–4, 0–8)    |             |               | Nambu University Grounds, Kvangdzsu Játékvezetők: John Waldow (NZL), Vojin Putniković (SRB) |
| 2019. július 15. 16:30 (9:30) | Rodda 2                 | Jegyzőkönyv | Mallarach 5   | Nambu University Grounds, Kvangdzsu Játékvezetők: John Waldow (NZL), Vojin Putniković (SRB) |

| 2019. július 15. 17:50 (10:50) | Új-Zéland            | 4–24        | Magyarország | Nambu University Grounds, Kvangdzsu Játékvezetők: An Dzsinjong (An Jinyong) (KOR), Dion Willis (RSA) |
| 2019. július 15. 17:50 (10:50) | (0–4, 1–7, 2–6, 1–7) |             |              | Nambu University Grounds, Kvangdzsu Játékvezetők: An Dzsinjong (An Jinyong) (KOR), Dion Willis (RSA) |
| 2019. július 15. 17:50 (10:50) | négy játékos 1       | Jegyzőkönyv | Zalánki 4    | Nambu University Grounds, Kvangdzsu Játékvezetők: An Dzsinjong (An Jinyong) (KOR), Dion Willis (RSA) |

| 2019. július 17. 11:10 (4:10) | Magyarország         | 13–11       | Spanyolország | Nambu University Grounds, Kvangdzsu Játékvezetők: Boris Margenta (SLO), Michael Goldenberg (USA) |
| 2019. július 17. 11:10 (4:10) | (4–2, 5–4, 3–0, 1–5) |             |               | Nambu University Grounds, Kvangdzsu Játékvezetők: Boris Margenta (SLO), Michael Goldenberg (USA) |
| 2019. július 17. 11:10 (4:10) | Zalánki 3            | Jegyzőkönyv | Granados 3    | Nambu University Grounds, Kvangdzsu Játékvezetők: Boris Margenta (SLO), Michael Goldenberg (USA) |

| 2019. július 17. 12:30 (5:30) | Dél-afrikai Köztársaság | 8–8         | Új-Zéland | Nambu University Grounds, Kvangdzsu Játékvezetők: Georgios Stavridis (GRE), Stanko Ivanovski (MNE) |
| 2019. július 17. 12:30 (5:30) | (2–0, 2–2, 2–4, 2–2)    |             |           | Nambu University Grounds, Kvangdzsu Játékvezetők: Georgios Stavridis (GRE), Stanko Ivanovski (MNE) |
| 2019. július 17. 12:30 (5:30) | három játékos 2         | Jegyzőkönyv | Small 2   | Nambu University Grounds, Kvangdzsu Játékvezetők: Georgios Stavridis (GRE), Stanko Ivanovski (MNE) |

| 2019. július 19. 8:30 (1:30) | Dél-afrikai Köztársaság | 5–23        | Magyarország | Nambu University Grounds, Kvangdzsu Játékvezetők: Michael Goldenberg (USA), An Dzsinjong (An Jinyong) (KOR) |
| 2019. július 19. 8:30 (1:30) | (1–5, 2–5, 0–8, 2–5)    |             |              | Nambu University Grounds, Kvangdzsu Játékvezetők: Michael Goldenberg (USA), An Dzsinjong (An Jinyong) (KOR) |
| 2019. július 19. 8:30 (1:30) | Badenhorst 2            | Jegyzőkönyv | Zalánki 5    | Nambu University Grounds, Kvangdzsu Játékvezetők: Michael Goldenberg (USA), An Dzsinjong (An Jinyong) (KOR) |

| 2019. július 19. 9:50 (2:50) | Új-Zéland            | 3–23        | Spanyolország | Nambu University Grounds, Kvangdzsu Játékvezetők: Jeremy Cheng (SGP), Vojin Putniković (SRB) |
| 2019. július 19. 9:50 (2:50) | (0–8, 1–5, 1–7, 1–3) |             |               | Nambu University Grounds, Kvangdzsu Játékvezetők: Jeremy Cheng (SGP), Vojin Putniković (SRB) |
| 2019. július 19. 9:50 (2:50) | három játékos 1      | Jegyzőkönyv | Barosso 6     | Nambu University Grounds, Kvangdzsu Játékvezetők: Jeremy Cheng (SGP), Vojin Putniković (SRB) |

### D csoport
| Hely. | Csapat      | M | Gy | D | V | G+ | G– | Gk  | P | Továbbjutás                   |
| ----- | ----------- | - | -- | - | - | -- | -- | --- | - | ----------------------------- |
| 1.    | Olaszország | 3 | 3  | 0 | 0 | 31 | 19 | +12 | 6 | Továbbjutott a negyeddöntőbe  |
| 2.    | Németország | 3 | 1  | 1 | 1 | 31 | 25 | +6  | 3 | Továbbjutott a nyolcaddöntőbe |
| 3.    | Japán       | 3 | 1  | 1 | 1 | 27 | 27 | 0   | 3 | Továbbjutott a nyolcaddöntőbe |
| 4.    | Brazília    | 3 | 0  | 0 | 3 | 22 | 40 | −18 | 0 |                               |

| 2019. július 15. 19:10 (12:10) | Brazília             | 5–14        | Olaszország | Nambu University Grounds, Kvangdzsu Játékvezetők: Stanko Ivanovski (MNE), Jaume Teixidó (ESP) |
| 2019. július 15. 19:10 (12:10) | (3–5, 1–2, 0–5, 1–2) |             |             | Nambu University Grounds, Kvangdzsu Játékvezetők: Stanko Ivanovski (MNE), Jaume Teixidó (ESP) |
| 2019. július 15. 19:10 (12:10) | Guimarães 2          | Jegyzőkönyv | Luongo 4    | Nambu University Grounds, Kvangdzsu Játékvezetők: Stanko Ivanovski (MNE), Jaume Teixidó (ESP) |

| 2019. július 15. 20:30 (13:30) | Németország          | 9–9         | Japán  | Nambu University Grounds, Kvangdzsu Játékvezetők: Michael Goldenberg (USA), Daniel Flahive (AUS) |
| 2019. július 15. 20:30 (13:30) | (3–2, 4–3, 1–3, 1–1) |             |        | Nambu University Grounds, Kvangdzsu Játékvezetők: Michael Goldenberg (USA), Daniel Flahive (AUS) |
| 2019. július 15. 20:30 (13:30) | Stamm 3              | Jegyzőkönyv | Arai 3 | Nambu University Grounds, Kvangdzsu Játékvezetők: Michael Goldenberg (USA), Daniel Flahive (AUS) |

| 2019. július 17. 16:30 (9:30) | Japán                | 7–9         | Olaszország | Nambu University Grounds, Kvangdzsu Játékvezetők: Sebastien Dervieux (FRA), Jaume Teixidó (ESP) |
| 2019. július 17. 16:30 (9:30) | (0–2, 2–1, 4–4, 1–2) |             |             | Nambu University Grounds, Kvangdzsu Játékvezetők: Sebastien Dervieux (FRA), Jaume Teixidó (ESP) |
| 2019. július 17. 16:30 (9:30) | Arai, Inaba 2        | Jegyzőkönyv | Figlioli 4  | Nambu University Grounds, Kvangdzsu Játékvezetők: Sebastien Dervieux (FRA), Jaume Teixidó (ESP) |

| 2019. július 17. 17:50 (10:50) | Brazília             | 8–15        | Németország | Nambu University Grounds, Kvangdzsu Játékvezetők: Nenad Peris (CRO), Arkagyij Vojevogyin (RUS) |
| 2019. július 17. 17:50 (10:50) | (1–4, 1–6, 2–2, 4–3) |             |             | Nambu University Grounds, Kvangdzsu Játékvezetők: Nenad Peris (CRO), Arkagyij Vojevogyin (RUS) |
| 2019. július 17. 17:50 (10:50) | Coutinho 3           | Jegyzőkönyv | Stamm 5     | Nambu University Grounds, Kvangdzsu Játékvezetők: Nenad Peris (CRO), Arkagyij Vojevogyin (RUS) |

| 2019. július 19. 11:10 (4:10) | Brazília             | 9–11        | Japán          | Nambu University Grounds, Kvangdzsu Játékvezetők: Nenad Periš (CRO), Viktor Salnichenko (KAZ) |
| 2019. július 19. 11:10 (4:10) | (2–2, 1–5, 3–3, 3–1) |             |                | Nambu University Grounds, Kvangdzsu Játékvezetők: Nenad Periš (CRO), Viktor Salnichenko (KAZ) |
| 2019. július 19. 11:10 (4:10) | Guimarães 3          | Jegyzőkönyv | Siga, Josida 3 | Nambu University Grounds, Kvangdzsu Játékvezetők: Nenad Periš (CRO), Viktor Salnichenko (KAZ) |

| 2019. július 19. 12:30 (5:30) | Németország          | 7–8         | Olaszország          | Nambu University Grounds, Kvangdzsu Játékvezetők: Stanko Ivanovski (MNE), Daniel Flahive (AUS) |
| 2019. július 19. 12:30 (5:30) | (2–1, 2–3, 3–2, 0–2) |             |                      | Nambu University Grounds, Kvangdzsu Játékvezetők: Stanko Ivanovski (MNE), Daniel Flahive (AUS) |
| 2019. július 19. 12:30 (5:30) | Eidner 3             | Jegyzőkönyv | Aicardi, Di Fulvio 2 | Nambu University Grounds, Kvangdzsu Játékvezetők: Stanko Ivanovski (MNE), Daniel Flahive (AUS) |

## Egyenes kieséses szakasz
|  |               |                         |               |            |              |              |               |              |              |               |               |           |               |               |               |            |       |       |
|  | Nyolcaddöntők | Nyolcaddöntők           | Nyolcaddöntők |            |              | Negyeddöntők | Negyeddöntők  | Negyeddöntők |              |               | Elődöntők     | Elődöntők | Elődöntők     |               |               | Döntő      | Döntő | Döntő |
|  | Nyolcaddöntők | Nyolcaddöntők           | Nyolcaddöntők |            |              | Negyeddöntők | Negyeddöntők  | Negyeddöntők |              |               | Elődöntők     | Elődöntők | Elődöntők     |               |               | Döntő      | Döntő | Döntő |
|  | július 21.    | július 21.              | július 21.    | július 23. | július 23.   | július 23.   |               |              |              |               |               |           |               |               |               |            |       |       |
|  | július 21.    | július 21.              | július 21.    | július 23. | július 23.   | július 23.   |               |              |              |               |               |           |               |               |               |            |       |       |
|  | C2            | Spanyolország           | 15            | A1         | Szerbia      | 9            |               |              |              |               |               |           |               |               |               |            |       |       |
|  | C2            | Spanyolország           | 15            | A1         | Szerbia      | 9            | július 25.    |              |              |               |               |           |               |               |               |            |       |       |
|  | D3            | Japán                   | 7             |            |              |              | Spanyolország | 12           |              |               |               |           |               |               |               |            |       |       |
|  | D3            | Japán                   | 7             |            |              |              | Spanyolország | 12           |              | Spanyolország | Spanyolország | 6         |               |               |               |            |       |       |
|  | július 21.    | július 21.              | július 21.    | július 23. | július 23.   | július 23.   |               |              |              | Spanyolország | Spanyolország | 6         |               |               |               |            |       |       |
|  | július 21.    | július 21.              | július 21.    | július 23. | július 23.   | július 23.   |               |              | Horvátország | Horvátország  | 5             |           |               |               |               |            |       |       |
|  | C3            | Dél-afrikai Köztársaság | 5             | B1         | Horvátország | 10           |               |              | Horvátország | Horvátország  | 5             |           |               |               |               |            |       |       |
|  | C3            | Dél-afrikai Köztársaság | 5             | B1         | Horvátország | 10           |               | július 27.   |              |               |               |           |               |               |               |            |       |       |
|  | D2            | Németország             | 25            |            |              |              | Németország   | 8            |              |               |               |           |               |               |               |            |       |       |
|  | D2            | Németország             | 25            |            |              |              | Németország   | 8            |              | Spanyolország | Spanyolország | 5         |               |               |               |            |       |       |
|  | július 21.    | július 21.              | július 21.    | július 23. | július 23.   | július 23.   |               |              |              | Spanyolország | Spanyolország | 5         |               |               |               |            |       |       |
|  | július 21.    | július 21.              | július 21.    | július 23. | július 23.   | július 23.   |               |              | Olaszország  | Olaszország   | 10            |           |               |               |               |            |       |       |
|  | A2            | Montenegró              | 9 (2)         | C1         | Magyarország | 10           |               |              |              | Olaszország   | 10            |           |               |               |               |            |       |       |
|  | A2            | Montenegró              | 9 (2)         | C1         | Magyarország | 10           | július 25.    |              |              |               |               |           |               |               |               |            |       |       |
|  | B3            | Ausztrália              | 9 (4)         |            |              |              | Ausztrália    | 9            |              |               |               |           |               |               |               |            |       |       |
|  | B3            | Ausztrália              | 9 (4)         |            |              |              | Ausztrália    | 9            |              | Magyarország  | Magyarország  | 10        | Bronzmérkőzés | Bronzmérkőzés | Bronzmérkőzés |            |       |       |
|  | július 21.    | július 21.              | július 21.    | július 23. | július 23.   | július 23.   |               |              |              | Magyarország  | Magyarország  | 10        | Bronzmérkőzés | Bronzmérkőzés | Bronzmérkőzés |            |       |       |
|  | július 21.    | július 21.              | július 21.    | július 23. | július 23.   | július 23.   |               |              | Olaszország  | Olaszország   | 12            |           |               | július 27.    | július 27.    | július 27. |       |       |
|  | A3            | Görögország             | 11            | D1         | Olaszország  | 7            |               |              | Olaszország  | Olaszország   | 12            |           |               | július 27.    | július 27.    | július 27. |       |       |
|  | A3            | Görögország             | 11            | D1         | Olaszország  | 7            |               |              |              |               |               |           |               | Horvátország  | Horvátország  | 10         |       |       |
|  | B2            | Egyesült Államok        | 9             |            |              |              | Görögország   | 6            |              |               |               |           |               | Horvátország  | Horvátország  | 10         |       |       |
|  | B2            | Egyesült Államok        | 9             |            |              |              | Görögország   | 6            |              | Magyarország  | Magyarország  | 7         |               |               |               |            |       |       |
|  |               |                         |               |            |              |              |               |              |              | Magyarország  | Magyarország  | 7         |               |               |               |            |       |       |

### Nyolcaddöntők
| 2019. július 21. 14:00 (7:00) | Montenegró           | 9–9         | Ausztrália | Nambu University Grounds, Kvangdzsu Játékvezetők: Michael Goldenberg (USA), Viktor Salnichenko (KAZ) |
| 2019. július 21. 14:00 (7:00) | (1–3, 3–2, 4–2, 1–2) |             |            | Nambu University Grounds, Kvangdzsu Játékvezetők: Michael Goldenberg (USA), Viktor Salnichenko (KAZ) |
| 2019. július 21. 14:00 (7:00) | Ivović 3             | Jegyzőkönyv | Kayes 4    | Nambu University Grounds, Kvangdzsu Játékvezetők: Michael Goldenberg (USA), Viktor Salnichenko (KAZ) |
| 2019. július 21. 14:00 (7:00) | Büntetőpárbaj:       |             |            | Nambu University Grounds, Kvangdzsu Játékvezetők: Michael Goldenberg (USA), Viktor Salnichenko (KAZ) |
| 2019. július 21. 14:00 (7:00) | 2–4                  |             |            | Nambu University Grounds, Kvangdzsu Játékvezetők: Michael Goldenberg (USA), Viktor Salnichenko (KAZ) |

| 2019. július 21. 15:30 (8:30) | Görögország          | 11–9        | Egyesült Államok | Nambu University Grounds, Kvangdzsu Játékvezetők: Germán Moller (ARG), Sebastien Dervieux (FRA) |
| 2019. július 21. 15:30 (8:30) | (3–4, 3–2, 2–2, 3–1) |             |                  | Nambu University Grounds, Kvangdzsu Játékvezetők: Germán Moller (ARG), Sebastien Dervieux (FRA) |
| 2019. július 21. 15:30 (8:30) | Genidounias 4        | Jegyzőkönyv | három játékos 2  | Nambu University Grounds, Kvangdzsu Játékvezetők: Germán Moller (ARG), Sebastien Dervieux (FRA) |

| 2019. július 21. 17:00 (10:00) | Spanyolország        | 15–7        | Japán    | Nambu University Grounds, Kvangdzsu Játékvezetők: Arkagyij Vojevogyin (RUS), Dion Willis (RSA) |
| 2019. július 21. 17:00 (10:00) | (2–1, 3–3, 4–2, 6–1) |             |          | Nambu University Grounds, Kvangdzsu Játékvezetők: Arkagyij Vojevogyin (RUS), Dion Willis (RSA) |
| 2019. július 21. 17:00 (10:00) | Munarriz 6           | Jegyzőkönyv | Adacsi 2 | Nambu University Grounds, Kvangdzsu Játékvezetők: Arkagyij Vojevogyin (RUS), Dion Willis (RSA) |

| 2019. július 21. 18:30 (11:30) | Dél-afrikai Köztársaság | 5–25        | Németország | Nambu University Grounds, Kvangdzsu Játékvezetők: Jaume Teixidó (ESP), Juan Menéndez (CUB) |
| 2019. július 21. 18:30 (11:30) | (2–5, 0–6, 1–9, 2–5)    |             |             | Nambu University Grounds, Kvangdzsu Játékvezetők: Jaume Teixidó (ESP), Juan Menéndez (CUB) |
| 2019. július 21. 18:30 (11:30) | öt játékos 1            | Jegyzőkönyv | Gielen 6    | Nambu University Grounds, Kvangdzsu Játékvezetők: Jaume Teixidó (ESP), Juan Menéndez (CUB) |

### Negyeddöntők
| 2019. július 23. 14:00 (7:00) | Szerbia              | 9–12        | Spanyolország   | Nambu University Grounds, Kvangdzsu Játékvezetők: Georgios Stavridis (GRE), Michiel Zwart (NED) |
| 2019. július 23. 14:00 (7:00) | (1–2, 2–5, 4–3, 2–2) |             |                 | Nambu University Grounds, Kvangdzsu Játékvezetők: Georgios Stavridis (GRE), Michiel Zwart (NED) |
| 2019. július 23. 14:00 (7:00) | Rašović 4            | Jegyzőkönyv | három játékos 2 | Nambu University Grounds, Kvangdzsu Játékvezetők: Georgios Stavridis (GRE), Michiel Zwart (NED) |

| 2019. július 23. 15:30 (8:30) | Horvátország         | 10–8        | Németország | Nambu University Grounds, Kvangdzsu Játékvezetők: Michael Goldenberg (USA), Stanko Ivanovski (MNE) |
| 2019. július 23. 15:30 (8:30) | (1–2, 3–1, 3–3, 3–2) |             |             | Nambu University Grounds, Kvangdzsu Játékvezetők: Michael Goldenberg (USA), Stanko Ivanovski (MNE) |
| 2019. július 23. 15:30 (8:30) | Joković 3            | Jegyzőkönyv | Gielen 3    | Nambu University Grounds, Kvangdzsu Játékvezetők: Michael Goldenberg (USA), Stanko Ivanovski (MNE) |

| 2019. július 23. 17:00 (10:00) | Magyarország         | 10–9        | Ausztrália     | Nambu University Grounds, Kvangdzsu Játékvezetők: Arkagyij Vojevogyin (RUS), Vojin Putniković (SRB) |
| 2019. július 23. 17:00 (10:00) | (3–3, 2–3, 3–1, 2–2) |             |                | Nambu University Grounds, Kvangdzsu Játékvezetők: Arkagyij Vojevogyin (RUS), Vojin Putniković (SRB) |
| 2019. július 23. 17:00 (10:00) | Vámos, Zalánki 3     | Jegyzőkönyv | négy játékos 2 | Nambu University Grounds, Kvangdzsu Játékvezetők: Arkagyij Vojevogyin (RUS), Vojin Putniković (SRB) |

| 2019. július 23. 18:30 (11:30) | Olaszország          | 7–6         | Görögország           | Nambu University Grounds, Kvangdzsu Játékvezetők: Boris Margeta (SLO), Adrian Alexandrescu (ROU) |
| 2019. július 23. 18:30 (11:30) | (2–2, 2–1, 2–3, 1–0) |             |                       | Nambu University Grounds, Kvangdzsu Játékvezetők: Boris Margeta (SLO), Adrian Alexandrescu (ROU) |
| 2019. július 23. 18:30 (11:30) | Di Fulvio, Luongo 2  | Jegyzőkönyv | Genidounias, Gounas 2 | Nambu University Grounds, Kvangdzsu Játékvezetők: Boris Margeta (SLO), Adrian Alexandrescu (ROU) |

### A 13–16. helyért
| 2019. július 21. 10:30 (3:30) | Dél-Korea            | 4–17        | Kazahsztán  | Nambu University Grounds, Kvangdzsu Játékvezetők: Daniel Flahive (AUS), Vojin Putniković (SRB) |
| 2019. július 21. 10:30 (3:30) | (1–4, 2–4, 0–7, 1–2) |             |             | Nambu University Grounds, Kvangdzsu Játékvezetők: Daniel Flahive (AUS), Vojin Putniković (SRB) |
| 2019. július 21. 10:30 (3:30) | négy játékos 1       | Jegyzőkönyv | Aubakirov 4 | Nambu University Grounds, Kvangdzsu Játékvezetők: Daniel Flahive (AUS), Vojin Putniković (SRB) |

| 2019. július 21. 12:00 (5:00) | Új-Zéland            | 8–12        | Brazília             | Nambu University Grounds, Kvangdzsu Játékvezetők: Frank Ohme (GER), Kunihiro Sato (JPN) |
| 2019. július 21. 12:00 (5:00) | (1–2, 4–6, 2–2, 1–2) |             |                      | Nambu University Grounds, Kvangdzsu Játékvezetők: Frank Ohme (GER), Kunihiro Sato (JPN) |
| 2019. július 21. 12:00 (5:00) | Small 3              | Jegyzőkönyv | P. Real, Guimarães 3 | Nambu University Grounds, Kvangdzsu Játékvezetők: Frank Ohme (GER), Kunihiro Sato (JPN) |

### A 9–12. helyért
| 2019. július 23. 11:00 (4:00) | Montenegró           | 14–7        | Japán         | Nambu University Grounds, Kvangdzsu Játékvezetők: Germán Moller (ARG), Alessandro Severo (ITA) |
| 2019. július 23. 11:00 (4:00) | (3–2, 4–1, 4–3, 3–1) |             |               | Nambu University Grounds, Kvangdzsu Játékvezetők: Germán Moller (ARG), Alessandro Severo (ITA) |
| 2019. július 23. 11:00 (4:00) | Ivović, Murišić 3    | Jegyzőkönyv | Arai, Inaba 2 | Nambu University Grounds, Kvangdzsu Játékvezetők: Germán Moller (ARG), Alessandro Severo (ITA) |

| 2019. július 23. 12:30 (5:30) | Egyesült Államok     | 20–3        | Dél-afrikai Köztársaság | Nambu University Grounds, Kvangdzsu Játékvezetők: Jeremy Cheng (SGP), Daniel Flahive (AUS) |
| 2019. július 23. 12:30 (5:30) | (5–0, 8–1, 5–2, 2–0) |             |                         | Nambu University Grounds, Kvangdzsu Játékvezetők: Jeremy Cheng (SGP), Daniel Flahive (AUS) |
| 2019. július 23. 12:30 (5:30) | három játékos 4      | Jegyzőkönyv | három játékos 1         | Nambu University Grounds, Kvangdzsu Játékvezetők: Jeremy Cheng (SGP), Daniel Flahive (AUS) |

### Az 5–8. helyért
| 2019. július 25. 14:00 (7:00) | Szerbia              | 17–16       | Németország     | Nambu University Grounds, Kvangdzsu Játékvezetők: Dion Willis (RSA), Sebastien Dervieux (FRA) |
| 2019. július 25. 14:00 (7:00) | (3–3, 3–3, 2–3, 4–3) |             |                 | Nambu University Grounds, Kvangdzsu Játékvezetők: Dion Willis (RSA), Sebastien Dervieux (FRA) |
| 2019. július 25. 14:00 (7:00) | Mandić 5             | Jegyzőkönyv | három játékos 2 | Nambu University Grounds, Kvangdzsu Játékvezetők: Dion Willis (RSA), Sebastien Dervieux (FRA) |
| 2019. július 25. 14:00 (7:00) | Büntetőpárbaj:       |             |                 | Nambu University Grounds, Kvangdzsu Játékvezetők: Dion Willis (RSA), Sebastien Dervieux (FRA) |
| 2019. július 25. 14:00 (7:00) | 5–4                  |             |                 | Nambu University Grounds, Kvangdzsu Játékvezetők: Dion Willis (RSA), Sebastien Dervieux (FRA) |

| 2019. július 25. 15:30 (8:30) | Ausztrália           | 9–8         | Görögország          | Nambu University Grounds, Kvangdzsu Játékvezetők: Michael Goldenberg (USA), Nenad Peris (CRO) |
| 2019. július 25. 15:30 (8:30) | (3–2, 2–3, 3–3, 1–0) |             |                      | Nambu University Grounds, Kvangdzsu Játékvezetők: Michael Goldenberg (USA), Nenad Peris (CRO) |
| 2019. július 25. 15:30 (8:30) | Kayes 3              | Jegyzőkönyv | Kapotsis, Kolomvos 2 | Nambu University Grounds, Kvangdzsu Játékvezetők: Michael Goldenberg (USA), Nenad Peris (CRO) |

### Elődöntők
| 2019. július 25. 17:00 (10:00) | Spanyolország        | 6–5         | Horvátország | Nambu University Grounds, Kvangdzsu Játékvezetők: Georgios Stavridis (GRE), Adrian Alexandrescu (ROU) |
| 2019. július 25. 17:00 (10:00) | (2–1, 2–1, 2–0, 0–3) |             |              | Nambu University Grounds, Kvangdzsu Játékvezetők: Georgios Stavridis (GRE), Adrian Alexandrescu (ROU) |
| 2019. július 25. 17:00 (10:00) | Mallarach 2          | Jegyzőkönyv | Joković 3    | Nambu University Grounds, Kvangdzsu Játékvezetők: Georgios Stavridis (GRE), Adrian Alexandrescu (ROU) |

| 2019. július 25. 18:30 (11:30) | Magyarország         | 10–12       | Olaszország | Nambu University Grounds, Kvangdzsu Játékvezetők: Michiel Zwart (NED), Boris Margeta (SLO) |
| 2019. július 25. 18:30 (11:30) | (4–2, 1–5, 2–2, 3–3) |             |             | Nambu University Grounds, Kvangdzsu Játékvezetők: Michiel Zwart (NED), Boris Margeta (SLO) |
| 2019. július 25. 18:30 (11:30) | három játékos 2      | Jegyzőkönyv | Echenique 4 | Nambu University Grounds, Kvangdzsu Játékvezetők: Michiel Zwart (NED), Boris Margeta (SLO) |

### A 15. helyért
| 2019. július 23. 8:00 (1:00) | Dél-Korea                         | 12–12       | Új-Zéland | Nambu University Grounds, Kvangdzsu Játékvezetők: Jaume Teixidó (ESP), Sebastien Dervieux (FRA) |
| 2019. július 23. 8:00 (1:00) | (3–3, 2–2, 4–5, 3–2)              |             |           | Nambu University Grounds, Kvangdzsu Játékvezetők: Jaume Teixidó (ESP), Sebastien Dervieux (FRA) |
| 2019. július 23. 8:00 (1:00) | Kvon Jonggjun (Gwon Yeong-gyun) 3 | Jegyzőkönyv | Lewis 4   | Nambu University Grounds, Kvangdzsu Játékvezetők: Jaume Teixidó (ESP), Sebastien Dervieux (FRA) |
| 2019. július 23. 8:00 (1:00) | Büntetőpárbaj:                    |             |           | Nambu University Grounds, Kvangdzsu Játékvezetők: Jaume Teixidó (ESP), Sebastien Dervieux (FRA) |
| 2019. július 23. 8:00 (1:00) | 5–4                               |             |           | Nambu University Grounds, Kvangdzsu Játékvezetők: Jaume Teixidó (ESP), Sebastien Dervieux (FRA) |

### A 13. helyért
| 2019. július 23. 9:30 (2:30) | Kazahsztán           | 8–9         | Brazília | Nambu University Grounds, Kvangdzsu Játékvezetők: Nenad Peris (CRO), Frank Ohme (GER) |
| 2019. július 23. 9:30 (2:30) | (3–3, 2–2, 1–2, 2–2) |             |          | Nambu University Grounds, Kvangdzsu Játékvezetők: Nenad Peris (CRO), Frank Ohme (GER) |
| 2019. július 23. 9:30 (2:30) | három játékos 2      | Jegyzőkönyv | Real 3   | Nambu University Grounds, Kvangdzsu Játékvezetők: Nenad Peris (CRO), Frank Ohme (GER) |

### A 11. helyért
| 2019. július 25. 9:30 (2:30) | Japán                | 15–5        | Dél-afrikai Köztársaság | Nambu University Grounds, Kvangdzsu Játékvezetők: Viktor Salnichenko (KAZ), Juan Menéndez (CUB) |
| 2019. július 25. 9:30 (2:30) | (5–1, 4–1, 3–2, 3–1) |             |                         | Nambu University Grounds, Kvangdzsu Játékvezetők: Viktor Salnichenko (KAZ), Juan Menéndez (CUB) |
| 2019. július 25. 9:30 (2:30) | Simizu, Inaba 3      | Jegyzőkönyv | Evezard 2               | Nambu University Grounds, Kvangdzsu Játékvezetők: Viktor Salnichenko (KAZ), Juan Menéndez (CUB) |

### A 9. helyért
| 2019. július 25. 11:00 (4:00) | Montenegró           | 14–15       | Egyesült Államok | Nambu University Grounds, Kvangdzsu Játékvezetők: Frank Ohme (GER), Daniel Flahive (AUS) |
| 2019. július 25. 11:00 (4:00) | (2–4, 6–4, 4–4, 2–3) |             |                  | Nambu University Grounds, Kvangdzsu Játékvezetők: Frank Ohme (GER), Daniel Flahive (AUS) |
| 2019. július 25. 11:00 (4:00) | Ivović 6             | Jegyzőkönyv | Hooper 4         | Nambu University Grounds, Kvangdzsu Játékvezetők: Frank Ohme (GER), Daniel Flahive (AUS) |

### A 7. helyért
| 2019. július 27. 14:00 (7:00) | Németország          | 6–11        | Görögország | Nambu University Grounds, Kvangdzsu Játékvezetők: Stanko Ivanovski (MNE), Nenad Peris (CRO) |
| 2019. július 27. 14:00 (7:00) | (2–1, 2–3, 0–2, 2–5) |             |             | Nambu University Grounds, Kvangdzsu Játékvezetők: Stanko Ivanovski (MNE), Nenad Peris (CRO) |
| 2019. július 27. 14:00 (7:00) | Stamm 2              | Jegyzőkönyv | Dervisis 3  | Nambu University Grounds, Kvangdzsu Játékvezetők: Stanko Ivanovski (MNE), Nenad Peris (CRO) |

### Az 5. helyért
| 2019. július 27. 15:30 (8:30) | Szerbia              | 13–9        | Ausztrália      | Nambu University Grounds, Kvangdzsu Játékvezetők: Dion Willis (RSA), Sebastien Dervieux (FRA) |
| 2019. július 27. 15:30 (8:30) | (6–1, 3–2, 1–2, 3–4) |             |                 | Nambu University Grounds, Kvangdzsu Játékvezetők: Dion Willis (RSA), Sebastien Dervieux (FRA) |
| 2019. július 27. 15:30 (8:30) | Ćuk, Rašović 4       | Jegyzőkönyv | Ford, Younger 2 | Nambu University Grounds, Kvangdzsu Játékvezetők: Dion Willis (RSA), Sebastien Dervieux (FRA) |

### Bronzmérkőzés
| 2019. július 27. 17:00 (10:00) | Horvátország         | 10–7        | Magyarország      | Nambu University Grounds, Kvangdzsu Játékvezetők: Adrian Alexandrescu (ROU), Georgios Stavridis (GRE) |
| 2019. július 27. 17:00 (10:00) | (2–1, 2–2, 2–2, 4–2) |             |                   | Nambu University Grounds, Kvangdzsu Játékvezetők: Adrian Alexandrescu (ROU), Georgios Stavridis (GRE) |
| 2019. július 27. 17:00 (10:00) | Joković 6            | Jegyzőkönyv | Hárai, Manhercz 2 | Nambu University Grounds, Kvangdzsu Játékvezetők: Adrian Alexandrescu (ROU), Georgios Stavridis (GRE) |

### Döntő
| 2019. július 27. 18:30 (11:30) | Spanyolország        | 5–10        | Olaszország | Nambu University Grounds, Kvangdzsu Játékvezetők: Boris Margeta (SLO), Michael Goldenberg (USA) |
| 2019. július 27. 18:30 (11:30) | (2–2, 1–3, 1–3, 1–2) |             |             | Nambu University Grounds, Kvangdzsu Játékvezetők: Boris Margeta (SLO), Michael Goldenberg (USA) |
| 2019. július 27. 18:30 (11:30) | Perrone 2            | Jegyzőkönyv | Dolce 2     | Nambu University Grounds, Kvangdzsu Játékvezetők: Boris Margeta (SLO), Michael Goldenberg (USA) |

| A 2019-es férfi vízilabda-világbajnokság győztese |
| ------------------------------------------------- |
| · Olaszország · 4. cím                            |

## Végeredmény
Magyarország és a hazai csapat eltérő háttérszínnel kiemelve.
| Helyezés | Csapat                  |
| -------- | ----------------------- |
| Arany    | Olaszország             |
| Ezüst    | Spanyolország           |
| Bronz    | Horvátország            |
| 4.       | Magyarország            |
|          |                         |
| 5.       | Szerbia                 |
| 6.       | Ausztrália              |
| 7.       | Görögország             |
| 8.       | Németország             |
|          |                         |
| 9.       | Egyesült Államok        |
| 10.      | Montenegró              |
| 11.      | Japán                   |
| 12.      | Dél-afrikai Köztársaság |
|          |                         |
| 13.      | Brazília                |
| 14.      | Kazahsztán              |
| 15.      | Dél-Korea               |
| 16.      | Új-Zéland               |

## Díjak
| Gólkirály - Aleksandar Ivović – 21 gól Legértékesebb játékos (FINA) - Francesco Di Fulvio Legjobb kapus (FINA) - Daniel López | Média All-Star csapat - Daniel López – kapus - Roger Tahull – center - Francesco Di Fulvio - Aleksandar Ivović - Maro Joković - Dušan Mandić - Zalánki Gergő |